# Nils W. Granqvist
Nils Wilhelm Granqvist, född 24 september 1899 i Lund, död 11 juni 1967 i Lysekil, var en svensk kommunalborgmästare.
Granqvist, som var son till lantbrukare Nils Granqvist och Anna Larsson, avlade studentexamen 1918, blev filosofie kandidat 1925 och juris kandidat vid Lunds universitet 1932. Han bedrev advokatverksamhet i Lund 1933–1944 och var kommunalborgmästare i Lysekils stad från 1944. Han var överförmyndare 1944, ordförande i taxeringsnämnden från 1944, i fastighetstaxeringsnämnden 1945–1965, i byggnadsnämnden 1946–1951 och i hyresnämnden 1944–1953. Han var även styrelseledamot i fornminnessällskapet Vikarvet.